# Taiyutyla simplex
Taiyutyla simplex – gatunek dwuparca z rzędu Chordeumatida i rodziny Conotylidae.
Gatunek ten opisany został w 1976 przez Williama Sheara.
Ciało holotypowego samca ma 11,6 mm długości, a jednej z samic 11,9 mm długości. Ubarwienie jest jasnobrązowe z silnym, fioletowawobrązowym nakrapianiem oraz ciemnobrązowymi czułkami. Trójkątne pola oczne wyposażone są w po 22 pigmentowanych oczu prostych, ustawionych w 4 rzędach. U samca odnóża par pierwszej i drugiej są zredukowane, trzeciej i czwartej nieco powiększone, a od piątej i siódmej standardowo wykształcone. Trzecia i czwarta para nóg samca ma na udach gałeczkowate wyrostki. Ósma i dziewiąta para odnóży samca przekształcona jest w gonopody. Gonopody przedniej pary mają prostą budową, są szerokie, płaskie, w kształcie ostrza, o wierzchołkowej gałęzi porośniętej spłaszczonymi szczecinkami i mikroszczecinkami.   Tylne gonopody mają prostej budowy, nieco ku tyłowi zakrzywione kolpokoksyty i odsiebny człon telopoditu dwukrotnie dłuższy od dosiebnego.
Wij znany wyłącznie z Oregonu w Stanach Zjednoczonych. Podawany z hrabstw Coos, Curry i Douglas.